# 天市左垣四
天市左垣四(武仙座ο)也称中山，又名BD+28 2925，HD 166014、SAO 85750、HR 6779，是武仙座的一颗恒星，视星等为3.83，位于銀經55.19，銀緯21.59，其B1900.0坐标为赤經18h 3m 38.4s，赤緯+28° 21.59′ 55″。